# Fitoecologie
Fitoecologia este o ramură a ecologiei care se ocupă cu studiul fitocenozelor dintr-un ecosistem sub două aspecte:
- aspect cantitativ (producție primară, aport energetic al plantelor într-un ecosistem)
- aspect calitativ (principalele asociații vegetale dintr-un ecosistem), relațiile intra- și interspecifice, relațiile plantelor cu mediul abiotic.

Mai pe scurt, fitoecologia se ocupă de studiul relațiilor plantei cu mediul ambiant.